# イングリッド・ドブシー
イングリッド・ドブシー男爵夫人（Baroness Ingrid Daubechies, [doʊbəˈʃiː] doh-bə-SHEE; フランス語: [dobʃi], 1954年8月17日 - ）は、ベルギーの物理学者で数学者。画像圧縮におけるウェーブレットに関する業績で著名である。
ドブシーは画像圧縮技術を向上させる数学的手法の研究で高く評価されている。全米技術アカデミー、米国科学アカデミー、アメリカ芸術科学アカデミーの会員である。ドブシーは1992年のマッカーサー・フェローである。また、2011年から2013年までインフォシス賞の数理科学審査員を務めた。
ドブシーという名前は、直交なドブシー・ウェーブレットと、双直交なコーエン・ドブシー・フィヨヴォ・ウェーブレット（略してCDFウェーブレット）で広く認知されている。このファミリーのウェーブレットは、JPEG 2000標準に現在使用されている。
ドブシーの研究は、骨や歯のようなサンプルから情報を抽出するために、数学や技術、生物の三者を統合して自動化手法を用いることと関わっている。ドブシーはまた、フィンセント・ファン・ゴッホやレンブラント・ファン・レインの絵画を含む世界でもっとも有名な芸術作品の真贋や描画年を確定する補助として使用される、洗練された画像処理技術を開発した。
ドブシーは、女性が数理科学における大学院研究に進むのを支援するプログラムである、Enhancing Diversity in Graduate Educationの理事を務めている。ドブシーは、国際数学連合の会長（2011年-2014年）を務めた最初の女性である。2015年、欧州アカデミーの会員になった。

## 若年期と教育
ドブシーは、ベルギーのハウトハーレン＝ヘルフテレンで、犯罪学者のシモーヌ・デュラン（Simone Duran）と、土木鉱山技師のマルセル・ドブシー（Marcel Daubechies）の間に生まれた。幼いころ眠れないときに、子供らしく数を数えず、頭の中で数字を倍々し始めたことをドブシーは覚えている。そのため、子供の時に、既に指数関数的成長の性質に慣れ親しんでいた。両親は、ドブシーが6歳になる前に円錐や三角錐のような数学的概念に通じていたことに気づいた。ドブシーは小学校で優秀な成績を修め、たった3カ月で次の学年に進級した。ハッセルトのライシーアムを終了したのち、ドブシーは17歳でブリュッセル自由大学に入学した。
ドブシーは1975年、ブリュッセル自由大学にて物理学の学士課程を終えた。次の2、3年の間、ドブシーはマルセイユのCNRS理論物理学センターを度々訪問し、アレックス・グロスマンと共同研究を行った。この研究は、量子物理学に関するドブシーの博士論文の基礎になった。1980年、ドブシーはブリュッセル自由大学にて理論物理学の博士号を取得した。

## 経歴
博士号授与の後、ドブシーはブリュッセル自由大学にて研究キャリアを1987年まで続けた。NFWO（Nationaal Fonds voor Wetenschappelijk Onderzoek）から奨学金を受けながら、1981年に研究助教に、1985年に研究准教授に概ね相当する地位に昇格した。
ドブシーは1986年の大半をニューヨークのクーラント数理科学研究所の客員研究員として過ごした。クーラントでドブシーは、彼女の最も有名な発見をすることになる。すなわち直交ミラーフィルタ技術を基礎にして、有限量の処理しか必要としないコンパクトな台をもつ連続ウェーブレットを構築し、これによりウェーブレット理論がデジタル信号処理の分野で用いられるようになった。
1987年7月、ドブシーはマレー・ヒルにあるベル研究所の一員となった。1988年、Communications on Pure and Applied Mathematics誌にてコンパクトな台をもつウェーブレットの正規直交基底に関する研究結果を発表した。
1991年、ドブシーはニューブランズウィックのラトガース大学の教授に任命され、数学科で教鞭を執った。ドブシーは1994年までその職にいた。
1994年、ドブシーはプリンストン大学へ移り、応用数学と計算数学のプログラム内で活動した。2004年、William R. Kenan, Jr.教授に任命された。ドブシーはプリンストン大学で数学の正教授になった最初の女性だった。
2011年、ドブシーはデューク大学に移り、数学科と電気・計算機工学科のJames B. Duke教授を務めた。2016年、ドブシーとヘギョン・ハン（Heekyoung Hahn）は、女性の高校最上級生を奮い起こすために、デューク夏季ワークショップ（Summer Workshop in Mathematics (SWIM)）を開催した。
2020年と2021年、ドブシーはファイバーアーティストであるドミニク・エールマン（Dominique Ehrmann）と共に、数学者と芸術家のチームを率いて、移動型アートで数学インスタレーションであるMathemalchemyを創作した。

## ファインアートに応用された数学スキル
ドブシーは数学的手法を多くの美術修復プロジェクトに用いた。ドブシーのチームは『ヘントの祭壇画』、すなわちヤン・ファン・エイクとフーベルト・ファン・エイクの兄弟が制作した12枚のパネル（翼）からなる15世紀の巨大な作品の修復に従事した。彼らは、作品の老朽化の影響を逆転させるため、そして過去の保存の取り組みの失敗を帳消しにするため、新たな数学的手法を開発した。様々なフィルタリング手法だけでなく、パネルの高精細な写真とX線を用いることで、数学者のチームは老朽化による亀裂を検知する自動化手法を開発した。チームはまた、トマス・アクィナスに帰せられる、この多翼祭壇画の文字列らしきものを解読した。
ドブシーとその共同研究者は、ギッシの再統合プロジェクトにも貢献した。彼らは、『聖ヨハネの祭壇画』の再統合に従事し、『ヘントの祭壇画』の復元で開発した手法のいくつかを使った。このプロジェクトで、数学者達は特徴を抽出するために機械学習アルゴリズムを用いた。

## 賞と栄誉
ドブシーは1984年、ルイ・アンパン物理学賞（the Louis Empain Prize for Physics）を受賞した。この賞は、29歳以前になされた基礎的業績に対してベルギーの科学者に5年ごとに贈られる。
1992年から1997年の間、ドブシーはマッカーサー基金のフェローで、1993年にアメリカ芸術科学アカデミーの会員に選ばれた。1994年、ドブシーは著書の『Ten Lectures on Wavelets』に対して、アメリカ数学会のスティール賞研究論文部門を受賞し、チューリッヒで開催された国際数学者会議の基調講演者となった。1997年、ドブシーはAMSルース・リトル・サッター数学賞を受賞した。1998年、ドブシーは米国科学アカデミーの会員に選ばれ、IEEE情報理論学会から技術革新に対するゴールデン・ジュビリー賞（Golden Jubilee Award）を受賞した。1999年、ドブシーはオランダ王立芸術科学アカデミーの外国人会員になった。
2000年、ドブシーはマリアム・ミルザハニ数学賞（別名、米国科学アカデミー（NAS）賞数学部門）を受賞した初の女性となった。この賞は刊行された数学研究の中で最も優れたものに4年ごとに贈られる。同賞は、「ウェーブレットとその拡張に関する基礎的発見と、ウェーブレットを応用数学の実用的な基礎ツールにした役割」に対してドブシーを讃えたものである。ドブシーは、NAS賞数学部門のみならず、同年にドイツのエドゥアルト・ライン財団の基礎研究賞を受賞した。2003年ドブシーは、アメリカ哲学協会の会員に選ばれた。
2005年1月、ドブシーはアメリカ数学学会後援のジョサイア・ウィラード・ギブズ講座を開いた1924年以降3人目の女性となった。講座は「解析とアルゴリズムの相互作用」についてだった。ドブシーはサン・アントニオ共同数学会議の2006年のエミー・ネーター講義を担当した。2006年9月、国際産業数理・応用数理評議会からパイオニア賞が、ドブシーとハインツ・エングルに授与された。
2010年、ドブシーはノルウェー科学技術大学から名誉学位を授与された。2011年、ドブシーはSIAMジョン・フォイマン講演賞を受賞し、IEEEジャック・S・キルビー信号処理メダル、アメリカ数学会のスティール賞独創的研究部門、フランクリン研究所の電気工学におけるベンジャミン・フランクリン・メダルを、それぞれ受賞した。2012年、アルベール2世はドブシーに男爵夫人（Baroness）の爵位を与えた。また、同年にノースウェスタン大学からフレデリック・エッサー・ネンマーズ数学賞を受賞し、デヴィッド・マンフォードと共同でBBVA Foundation Frontiers of Knowledge Award基礎科学部門を受賞した。
2015年、ドブシーはドイツ数学会のガウス講義を行った。サイモンズ財団、ニューヨークを基盤とした数学と基礎科学の研究に資金提供するこの民間財団は、ドブシーにMath + X Investigator賞を授与した。この賞は、数学者と他の分野の科学者の提携を奨励するためにアメリカとカナダの大学の教授に資金提供するものである。ドブシーは、財団は新しい研究よりもむしろ既存のデータを解釈するより良いメカニズムに資金提供するべきだとジェームズ・シモンズに進言した人物であった。また、同年に「ウェーブレットの数学と応用への貢献」の功績で全米技術アカデミーの会員に選ばれた。
2018年、ドブシーは香港城市大学（CityU）から応用数学におけるWilliam Benter賞を授与された。ドブシーはこの賞を受賞した初の女性である。賞の審査員は、ウェーブレット理論におけるドブシーの先駆的業績と「科学と数学の広範な卓越した貢献」を挙げ、「スマートフォン革命を実現したドブシーの業績は真に時代の象徴だ」と言及した。ドブシーは2018年にまた、ウェーブレットに関する業績に対し、Fudan-Zhongzhi科学賞（賞金44万ドル）を受賞した。
ドブシーは数学女性協会のフェローによる2019年の講義を担当した一人である。ドブシーは2019年のロレアル-ユネスコ女性科学賞の北米受賞者に指名された。1998年以来、この世界的な賞は化学・物理学・材料科学・数学・計算機科学分野の5人の卓越した女性を毎年表彰している。2019年の受賞者は、ドブシー（北米）、ナジャト・アウン・サリバ（アフリカ・中東）、川合眞紀（アジア太平洋）、カレン・ホールバーグ（ラテンアメリカ）、クレール・ヴォワザンである。また2019年、ドブシーは国立科学アカデミー・レオポルディーナの会員になった。
2020年、ドブシーは技術・科学研究に対するアストゥリアス皇太子賞を受賞した。
2023年、ドブシーはウルフ賞数学部門を受賞した。ドブシーはこの賞を受賞した初の女性である。王立協会から2025年度ベーカリアン・メダルを受賞した。アメリカ国立科学財団から2025年アメリカ国家科学賞受賞。

## 私生活
1985年、ドブシーはマレー・ヒルのベル研究所とブリュッセルのフィリップス研究数学部門との3カ月の交換訪問の時に、数学者のロバート・カルダーバンクに出会い、1987年結婚した。二人の子供、マイケル・カルダーバンク（Michael Calderbank）とキャロライン・カルダーバンク（Carolyn Calderbank）がいる。

## 出版物
- Ten Lectures on Wavelets. Philadelphia: SIAM. (1992). ISBN 0-89871-274-2[59]
- Orthonormal bases of compactly supported wavelets[60] 1988, Wiley Periodicals, Inc. Journal: Communications on Pure and Applied Mathematics, Volume41, Issue 7.
- D. Aerts and I. Daubechies, A connection between propositional systems in Hilbert spaces and von Neumann algebras,[61] Helv. Phys. Acta, 52, pp. 184–199, 1979.
- D. Aerts and I. Daubechies, A characterization of subsystems in physics,[61] Lett. Math. Phys., 3 (1), pp. 11–17, 1979.
- Iteratively reweighted least squares minimization for sparse recovery[62] 2009, Periodicals, Inc. Journal: Communications on Pure and Applied Mathematics, Volume 63, Issue1.
- Cohen, I. Daubechies, and A. Ron, How smooth is the smoothest function in a given refinable space?,[61] Appl. Comp. Harm. Anal., 3 (1), pp. 87–89, 1996.
- I. Daubechies, S. Jaffard, and J.L. Journe, A simple Wilson orthonormal basis with exponential decay,[61] SIAM J. Math. Anal., 22 (2), pp. 554–572, 1991.